# Буш-Стедіум
Буш-Стедіум (англ. Busch Stadium, також New Busch Stadium, Busch Stadium III) – бейсбольний стадіон в місті Сент-Луїс, Міссурі. Домашня арена команди Національної ліги MLB Сент-Луїс Кардиналс. 

## Історія
Команда Кардиналс грала на трьох різних стадіонах які мали назву “Буш Стедіум”. Спочатку 
це був Sportsmans Park (перейменований на Буш Стедіум у 1953). Другий “Буш Стедіум” приймав не тільки матчі бейсбольних Кардиналс, а й багато інших подій в тому числі і матчі місцевої команди НФЛ Сент-Луїс Кардиналс (яка згодом переїхала до Аризони). В 1990-х роках його було значно перебудовано під потреби бейсбольних матчів. Проте наприкінці 1990-х Кардиналс почали планувати зведення нової арени, позаяк керівництво команди хотіло збільшити прибутки від люксових кімнат та інших додаткових зручностей. 
Фанати та керівництво зійшлись у думці, що найкращим місцем для нового стадіону буде центр Сент-Луїсу. Однак клуб, протягом кількох років, не міг домогтись згоди від міської влади. Тож власники Кардиналс почали шукати альтернативні варіанти на схід від річки Міссісіпі в штаті Іллінойс. Але всі розуміли що базування стадіону в іншому штаті приносило би багато незручностей, тож в червні 2001 Кардиналс та влада штату Міссурі підписали контракт на будівництво нового стадіону суміжного зі старим “Буш Стедіум”. Фінансування проекту складалось на 88% з приватних коштів, а решта 12% позика з місцевого бюджету. Кінцева вартість склала 365 млн доларів. В 2004 році Кардиналс продали права на назву стадіону компанії Anheuser-Busch строком на 20 років. 
Дизайн стадіону розробляла компанія Populous. Головним дизайнером виступав Jim Chibnall, в доробку якого зокрема такі стадіони як Progressive Field, Heinz Field, та Sydney Olympic Stadium.
Позаяк стадіон будувався прямо поруч зі старим “Буш Стедіум” зведення відбувалось в три етапи:
- Перший етап : Зведення південної частини стадіону.
- Другий етап : Знесення старого “Буш Стедіум” 7 листопада — 8 грудня 2005
- Третій етап : зведення північної частини нового стадіону.

## Розміри поля
- Left field — 336 feet (102 m)
- Left center field — 375 feet (114 m)
- Center field — 400 feet (122 m)
- Right center field — 375 feet (114 m)
- Right field — 335 feet (102 m)

## Події
14 липня 2009 на Буш Стедіум відбувся матч Всіх зірок МЛБ. Також арена приймала матч Зимової класики НХЛ 2017 між Сент-Луїс Блюз та Чикаго Блекхоукс. 

## Відмінні риси
На відміну від старого “Буш Стедіум”, який був стадіоном закритого типу, нова арена має класичний для бейсбольних стадіонів ретро-вигляд з відкритим аутфілдом за яким відкривається чудовий вид на даунтаун, та візитівку міста Сент-Луїс “Gateway Arch”.

## Галерея

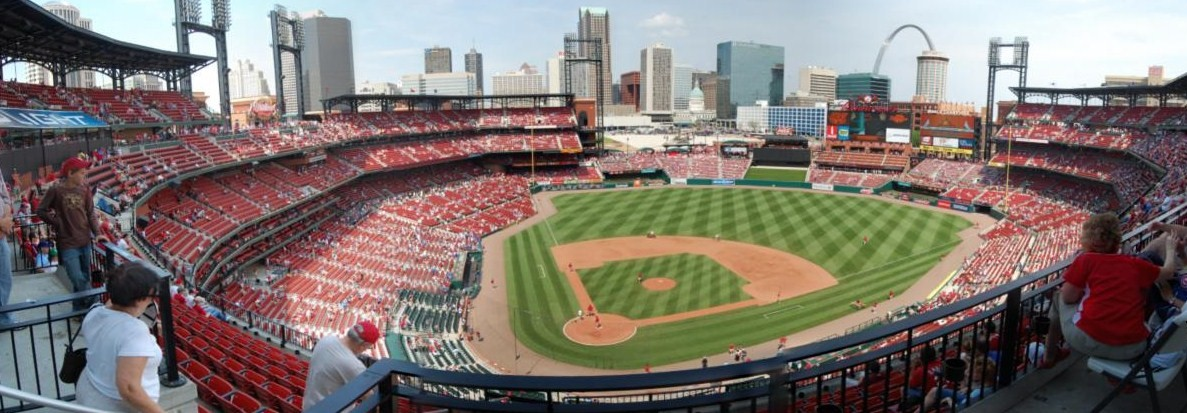
Панорама Буш Стедіум

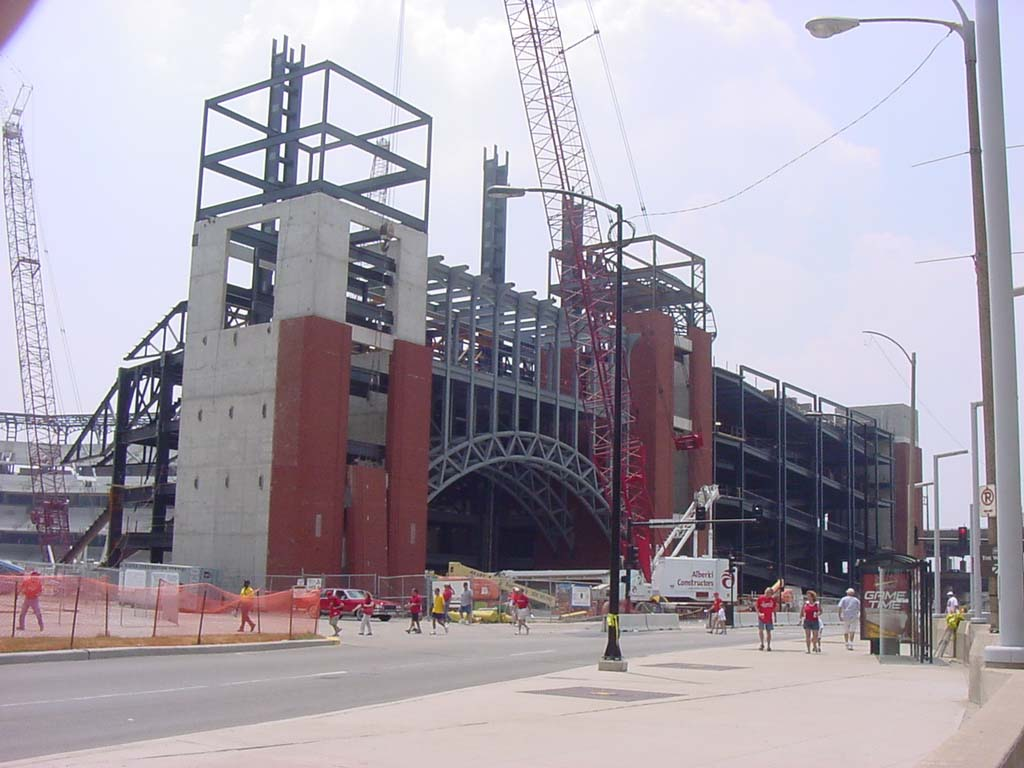
Початок зведення стадіону
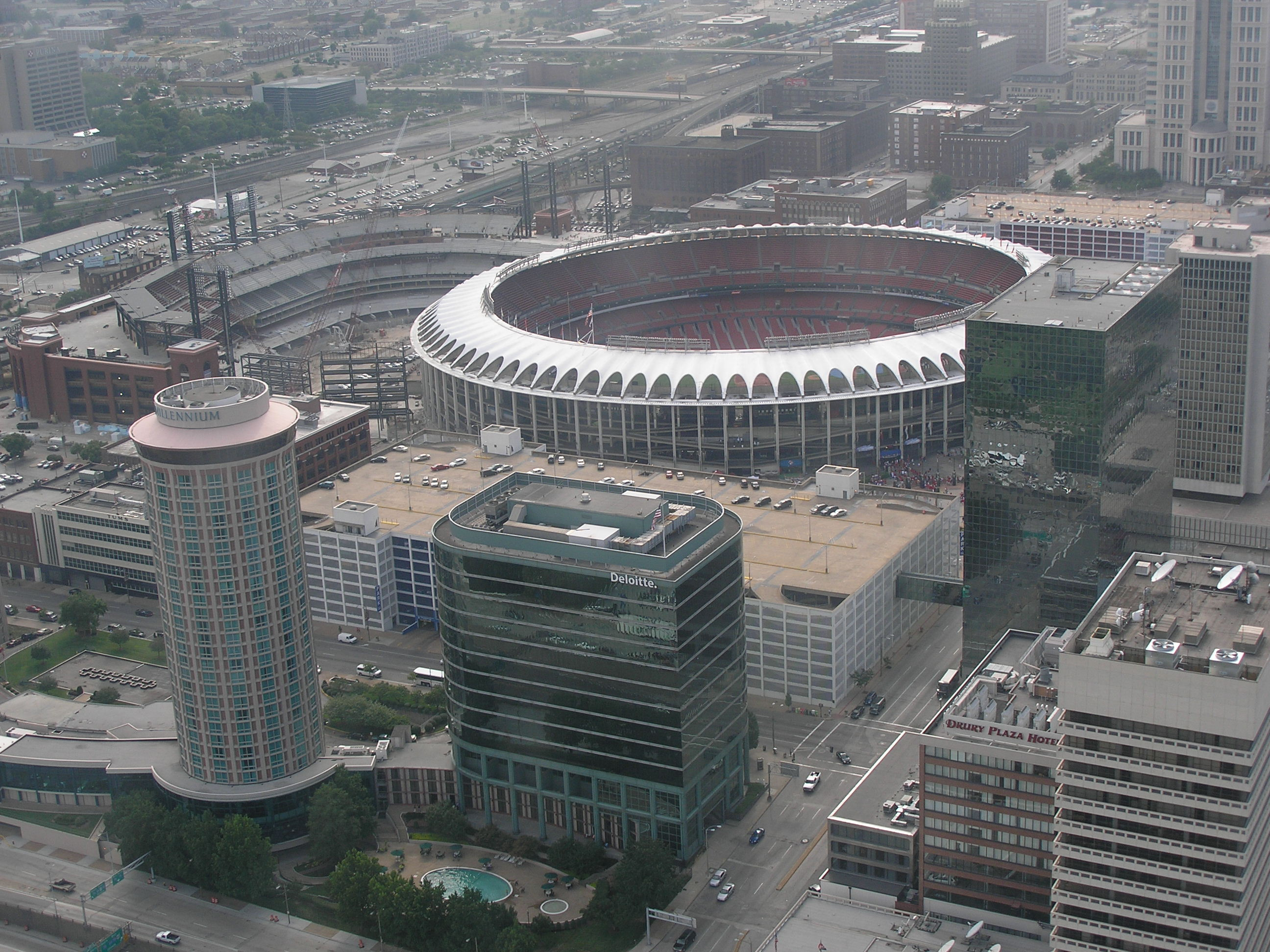
Старий та новий Буш Стедіум
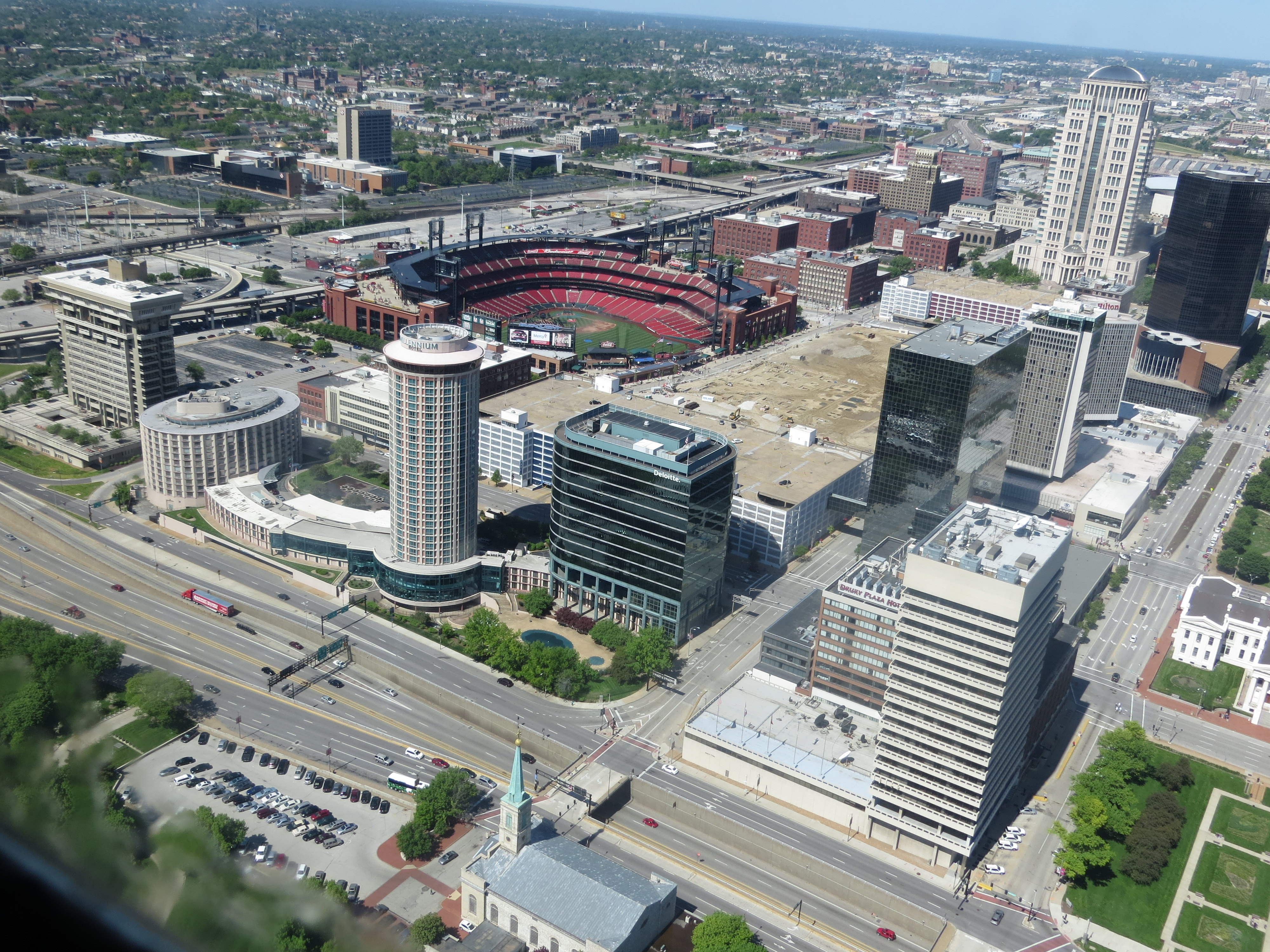
Вигляд стадіону знятий з Gateway Arch
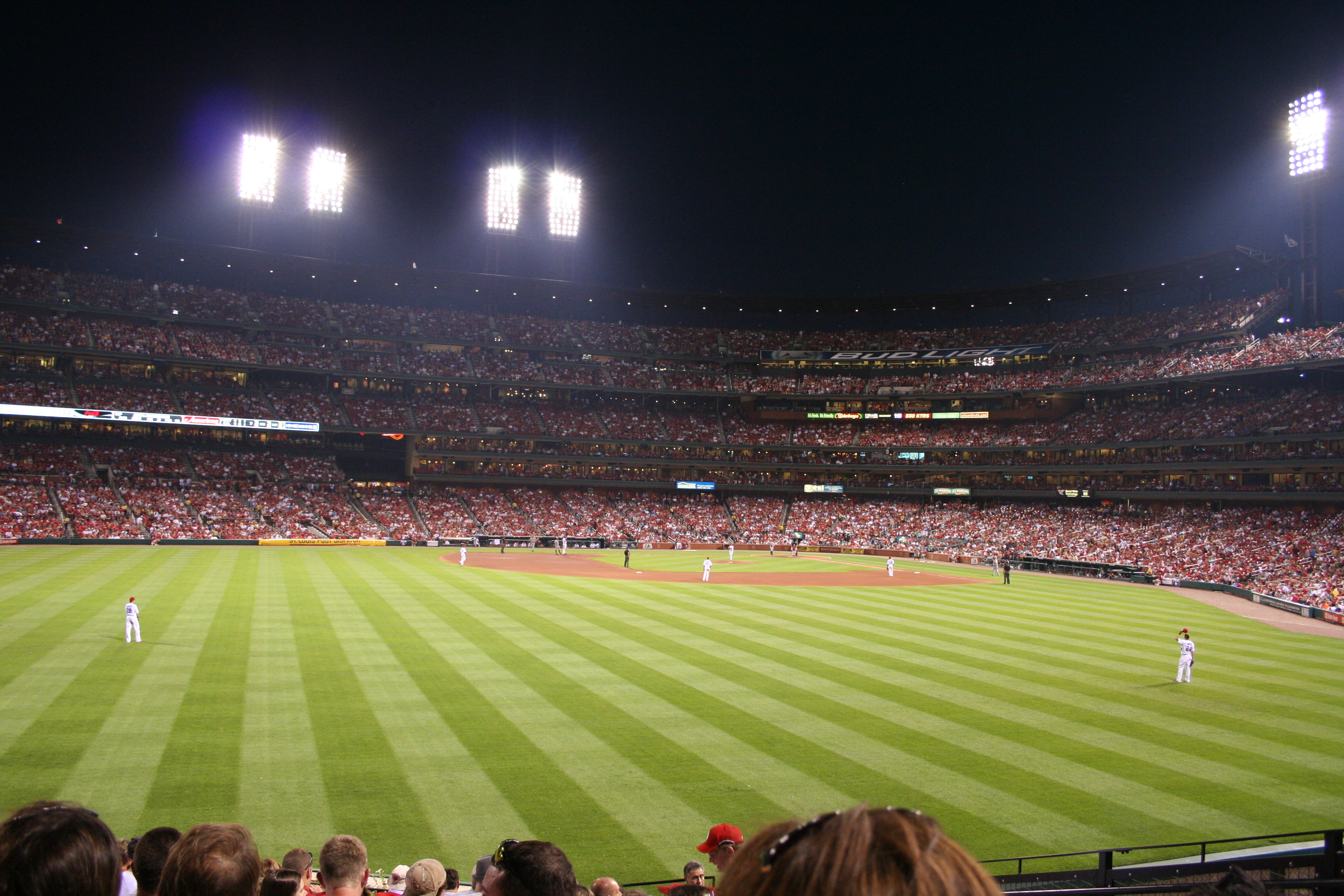
Центральні трибуни
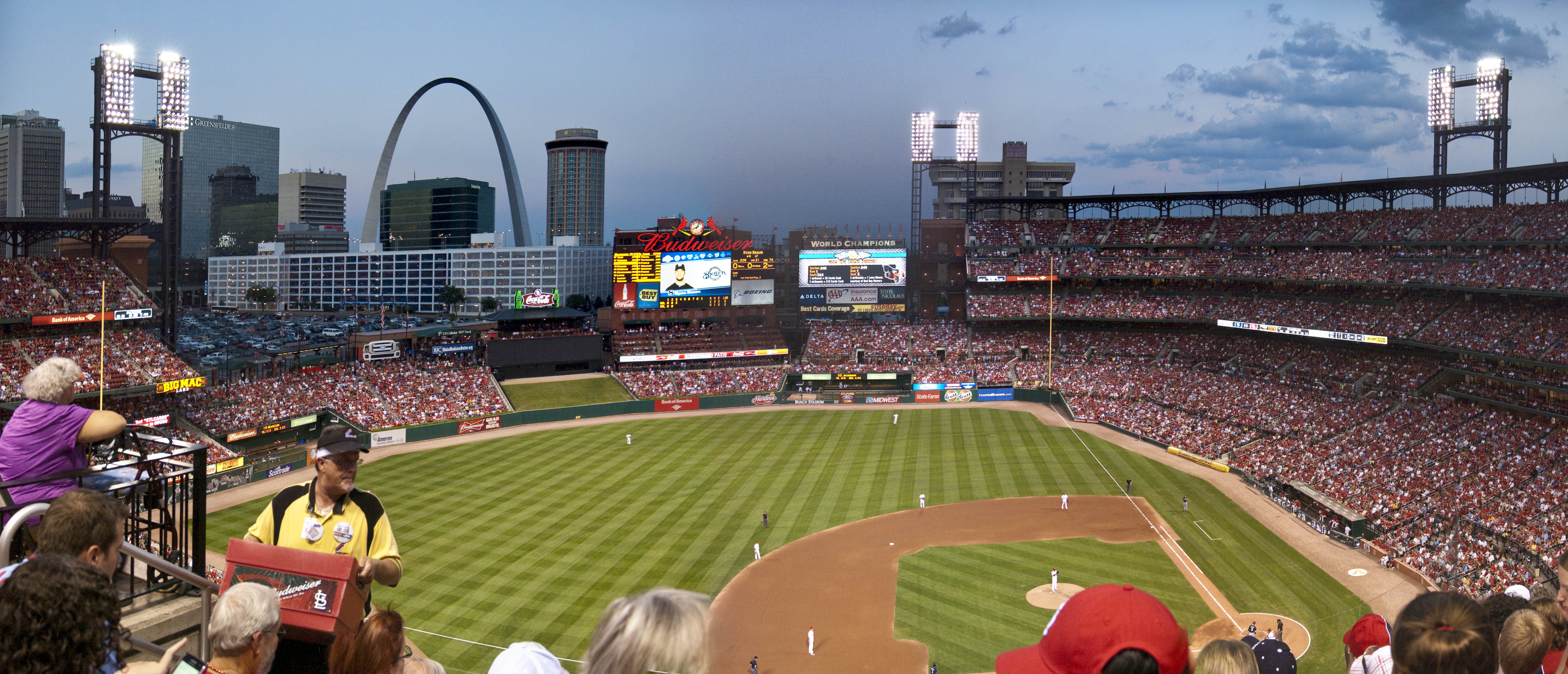